# 北杨镇
北杨镇，是中华人民共和国河北省保定市博野县下辖的一个乡镇级行政单位。
2016年，河北省民政厅批复同意撤销北杨村乡，设立北杨镇，镇人民政府驻北杨村集兴街3号。

## 行政区划
北杨镇下辖以下地区：
北杨村、北堤圈村、北彦村、东章村、沃头村、南祝村、北小王村、南邑村、北邑村、邓庄村和芦村。